# أندروغرافوليد
أندروغرافوليد هو اللابدين ديتيربينويد الذي تم عزله من ساق وأوراق بانيكولاتا أندروغرافيس. ومركب أندروغرافوليد يعتبر مادة مريرة للغاية.
تمت دراسة أندروغرافوليد لتأثيراته على إشارات الخلايا، والعلاج المناعي، والسكتة الدماغية. وقد أظهرت الدراسة أن أندروغرافوليد قد يرتبط بطيف من أهداف البروتين بما في ذلك NF-κB والأكتين عن طريق التعديل التساهمي.

## التركيب البيولوجي
في حين أن أندروغرافوليد عبارة عن ديتيربين لاكتون بسيط نسبيًا ، فقد تم تحديد التركيب البيولوجي بواسطة بانيكولاتا أندروغرافيس في عام 2010م.

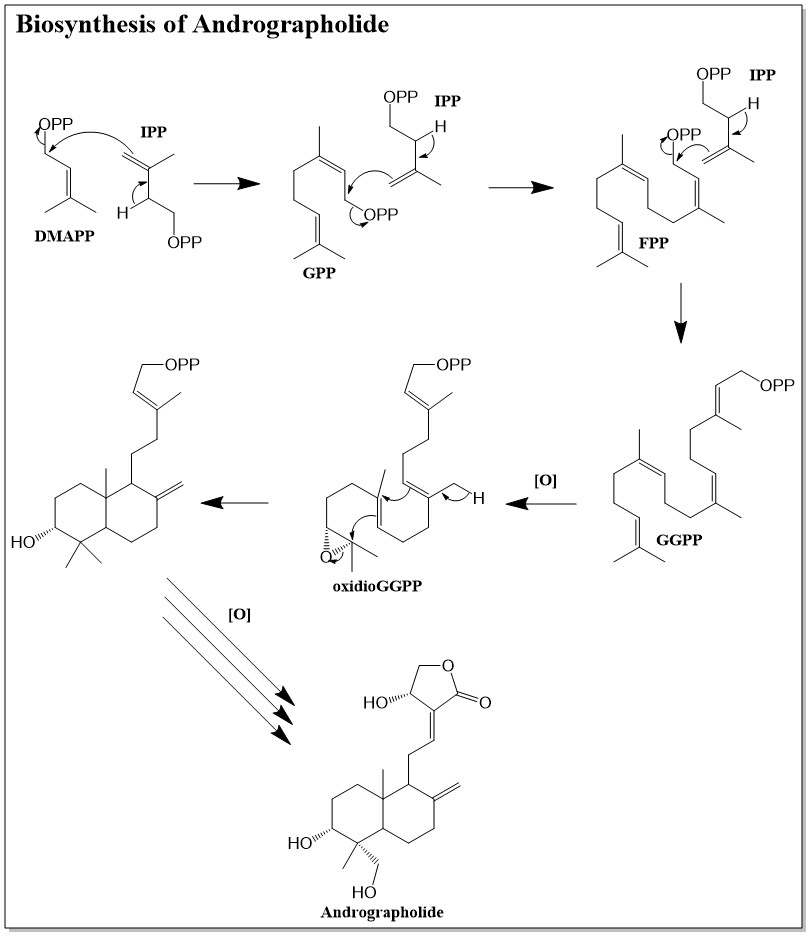
التركيب البيولوجي للأندروغرافوليد